# Karol Bernadotte (1861–1951)
Karol Bernadotte (szw. Oscar Carl Wilhelm; ur. 27 lutego 1861 w Sztokholmie, zm. 24 października 1951 tamże) – książę Szwecji i Västergötlandu. Był trzecim synem króla Szwecji Oskara II (1829-1907) oraz jego żony, Zofii Nassau (1836-1913).
W 1897 roku ożenił się z Ingeborgą Glücksburg. Miał z nią czworo dzieci: Małgorzatę (1899-1977), Martę (1901-1954), Astrydę (1905-1935) i Karola (1911-2003).

## Zarys biografii
Książę Karol otrzymał propozycję objęcia tronu norweskiego, po rozwiązaniu unii ze Szwecją (1905). Wybór szwedzkiego księcia uważano za mało radykalny. Król Oskar nie zgodził się na to, by jego syn został królem, nie chciał uznać rozpadu unii. Ostatecznie królem został książę duński, Karol (1872-1957), którego syn, Olaf V poślubił córkę Karola, Martę. Obecny król Norwegii, Harald V (ur. 1937) jest wnukiem księcia Karola.
27 sierpnia 1897 poślubił duńską księżniczkę Ingeborgę (1878-1958), z którą miał czworo dzieci:
- Małgorzata (szw. Margaretha Sofia Lovisa Ingeborg; ur. 25 lipca 1899 w Sztokholmie, zm. 4 stycznia 1977 w Faxe). W wyszła za mąż za księcia Danii, Axela Glücksburga. Miała z nim dwóch synów – Jerzego (1920-1986) i Flemminga (1922-2002).
- Marta (szw. Märtha Sofia Lovisa Dagmar Thyra; ur. 28 marca 1901 w Sztokholmie, zm. 5 kwietnia 1954 w Oslo) – księżniczka koronna Norwegii jako żona późniejszego króla Norwegii, Olafa V. Miała z nim troje dzieci – Ragnhildę (1930-2012), Astrid (ur. 1932) i Haralda V (ur. 1937).
- Astryda (szw. Astrid Sofia Lovisa Thyra; ur. 17 listopada 1905 w Sztokholmie, zm. 29 sierpnia 1935 w Küssnacht am Rigi) – królowa Belgów jako żona Leopolda III Koburga. Miała z nim troje dzieci – Józefinę Szarlottę (1927-2005), Baldwina I (1930-1993) i Alberta II (ur. 1934).
- Karol (szw. Carl Gustaf Oscar Fredrik Christian; ur. 10 stycznia 1911 w Sztokholmie, zm. 27 czerwca 2003 w Maladze). Był żonaty trzykrotnie. W latach 1937–1951 jego żoną była Elsa von Rosen, z którą miał jedną córkę – Madeleine (ur. 1938). W latach 1954–1961 jego drugą żoną była Ann Margareta Larsson. W 1978 roku jego trzecią żoną została Kristine Rivelsrud.

## Odznaczenia
Szwedzkie
- Order Serafinów
- Order Wazów – Komandor Krzyża Wielkiego
- Order Karola XIII
- Odznaka Pamiątkowa Króla Króla Oskara II (1897, Szwecja)
- Medal Srebrnego Wesela Księcia Gustawa i Księżnej Wiktorii (1906, Szwecja)
- Odznaka Pamiątkowa Złotego Wesela Króla Oskara II i Królowej Zofii (1907, Szwecja)
- Odznaka Jubileuszowa 70 Urodzin Króla Gustawa V (1928, Szwecja)

Zagraniczne
- Order Lwa (Norwegia)
- Order Świętego Olafa (Norwegia)
- Krzyż Wolności Haakona VII (Norwegia)[6]
- Order Wierności (Badenia)
- Order Bertholda I (Badenia)
- Order Leopolda (Belgia)
- Order Świętego Aleksandra (Bułgaria)
- Order Słonia (Dania)
- Odznaka Honorowa Orderu Danebroga (Dania)
- Medal Wolności Króla Chrystiana X (Dania)[7]
- Odznaka Pamiątkowa Złotego Wesela (Dania)
- Order Estońskiego Czerwonego Krzyża (Estonia)
- Order Krzyża Wolności (Finlandia)
- Order Legii Honorowej (Francja)
- Order Zbawiciela (Grecja)
- Order Annuncjaty (Włochy)
- Order Trzech Gwiazd (Łotwa)
- Order Złotego Lwa (Nassau)
- Order Lwa Niderlandzkiego (Holandia)
- Wielka Wstęga Orderu Polonia Restituta (Polska)
- Order Wieży i Miecza (Portugalia)
- Order Orła Czarnego (Prusy)
- Order Orła Czerwonego (Prusy)
- Order Gwiazdy (Rumunia)
- Order Świętego Andrzeja (Rosja)
- Order Świętego Aleksandra Newskiego (Rosja)
- Order Orła Białego (Rosja)
- Order Świętej Anny (Rosja)
- Order Świętego Stanisława (Rosja)
- Order Sokoła Białego (Saksonia-Weimar)
- Order Maha Chakri (Syjam)
- Królewski Order Wiktoriański (Wielka Brytania)
- Order Osmana (Turcja)
- Order Świętego Stefana (Węgry)
- Order Świętego Karola (Monako)
- Order Zasługi (Austria)